# Neritos croceicauda
Neritos croceicauda är en fjärilsart som beskrevs av De Toulgoët 1987. Neritos croceicauda ingår i släktet Neritos och familjen björnspinnare. Inga underarter finns listade i Catalogue of Life.